# Kanadská hokejová reprezentace
Kanadská hokejová reprezentace zastupuje Kanadu v mezinárodních hokejových soutěžích, jako jsou mistrovství světa, olympijský hokejový turnaj nebo světový pohár. Je jedním ze šesti nejsilnějších hokejových národních týmů světa (vedle reprezentací Ruska, Finska, Švédska, USA a Česka – tato skupina bývá označována jako „Velká šestka“). K roku 2024 má kanadská reprezentace na svém kontě 28 titulů mistra světa a 9 zlatých olympijských medailí. Obojí je rekord, touto bilancí se nemůže pochlubit žádný reprezentační tým na světě. Toto postavení vyplývá i z toho, že Kanada je považována za kolébku hokeje. Historie formování kanadského národního týmu je však složitá. V letech 1920 až 1963 Kanadu v mezinárodních soutěžích reprezentoval vždy amatérský tým, často byl reprezentací pověřen některý z konkrétních amatérských klubů. Tradičně kanadské výběry také zásoboval univerzitní hokej. Kanadská reprezentace v pravém slova smyslu tak byla založena až roku 1963, a to knězem Davidem Bauerem. Vztah k mistrovství světa byl ale i potom dlouho odtažitý. Nejlepší kanadské profesionální hokejisty z NHL přivedly do národního mužstva až Kanadské poháry (první 1976). Dohoda mezi NHL a Mezinárodní hokejovou federací pak umožnila účast největších hvězd také na pěti olympijských turnajích v letech 1998 až 2014 (Kanaďané tři z nich vyhráli). Znovu bude kanadský národní tým v nejsilnější možné sestavě na olympiádách v letech 2026 a 2030.

## Lední hokej na olympijských hrách
| Hokej na ZOH | Místo ZOH                           | Umístění         | Soupisky | Trenér                                                      |
| ------------ | ----------------------------------- | ---------------- | -------- | ----------------------------------------------------------- |
| LOH – 1920   | Belgie Antverpy                     | Zlatá medaile    | Soupiska |                                                             |
| ZOH – 1924   | Francie Chamonix                    | Zlatá medaile    | Soupiska | Frank Rankin                                                |
| ZOH – 1928   | Švýcarsko Svatý Mořic               | Zlatá medaile    | Soupiska | Conn Smythe                                                 |
| ZOH – 1932   | USA Lake Placid                     | Zlatá medaile    | Soupiska | Jack Hughes                                                 |
| ZOH – 1936   | Německá říše Garmisch-Partenkirchen | Stříbrná medaile | Soupiska | Al Pudass                                                   |
| ZOH – 1948   | Švýcarsko Svatý Mořic               | Zlatá medaile    | Soupiska | Frank Boucher                                               |
| ZOH – 1952   | Norsko Oslo                         | Zlatá medaile    | Soupiska | Lou Holmes                                                  |
| ZOH – 1956   | Itálie Cortina d'Ampezzo            | Bronzová medaile | Soupiska | Bobby Bauer                                                 |
| ZOH – 1960   | USA Squaw Valley                    | Stříbrná medaile | Soupiska | Bobby Bauer                                                 |
| ZOH – 1964   | Rakousko Innsbruck                  | 4. místo         | Soupiska | pater David Bauer                                           |
| ZOH – 1968   | Francie Grenoble                    | Bronzová medaile | Soupiska | Jackie McLeod                                               |
| ZOH – 1972   | Japonsko Sapporo                    | Ne               |          |                                                             |
| ZOH – 1976   | Rakousko Innsbruck                  | Ne               |          |                                                             |
| ZOH – 1980   | USA Lake Placid                     | 6. místo         | Soupiska | Tom Watt, Clare Drake, Lorne Davis                          |
| ZOH – 1984   | Jugoslávie Sarajevo                 | 4. místo         | Soupiska | Dave King, Jean Peron, George Kingston                      |
| ZOH – 1988   | Kanada Calgary                      | 4. místo         | Soupiska | Dave King, Guy Charron, Tom Watt                            |
| ZOH – 1992   | Francie Albertville                 | Stříbrná medaile | Soupiska | Dave King, Tom Renney                                       |
| ZOH – 1994   | Norsko Lillehammer                  | Stříbrná medaile | Soupiska | Tom Renney, Danny Dubé                                      |
| ZOH – 1998   | Japonsko Nagano                     | 4. místo         | Soupiska | Marc Crawford, Wayne Cashman                                |
| ZOH – 2002   | USA Salt Lake City                  | Zlatá medaile    | Soupiska | Pat Quinn                                                   |
| ZOH – 2006   | Itálie Turín                        | 7. místo         | Soupiska | Pat Quinn                                                   |
| ZOH – 2010   | Kanada Vancouver                    | Zlatá medaile    | Soupiska | Michael Babcock, Ken Hitchcock, Jacques Lemaire, Lindy Ruff |
| ZOH – 2014   | Rusko Soči                          | Zlatá medaile    | Soupiska | Michael Babcock, Ken Hitchcock, Claude Julien, Lindy Ruff   |
| ZOH – 2018   | Jižní Korea Pchjongčchang           | Bronzová medaile | Soupiska | Dave King, Scott Walker, Craig Woodcroft                    |
| ZOH – 2022   | Čína Peking                         | 6. místo         | Soupiska | Jeremy Colliton                                             |
| ZOH – 2026   | Itálie Milán                        |                  | Soupiska |                                                             |

## Mistrovství světa
| MS – 1930 | Francie (Chamonix) Německo (Berlín)                              | Zlatá medaile                    | Soupiska                         | Les Allen                                                   |                                  |                                  |                                  |                                  |                                  |                                  |                                  |                                  |                                  |
| MS – 1931 | Polsko (Krynica)                                                 | Zlatá medaile                    | Soupiska                         | Blake Watson                                                |                                  |                                  |                                  |                                  |                                  |                                  |                                  |                                  |                                  |
| MS – 1933 | ČSR (Praha)                                                      | Stříbrná medaile                 | Soupiska                         | Harold Ballard                                              |                                  |                                  |                                  |                                  |                                  |                                  |                                  |                                  |                                  |
| MS – 1934 | Itálie (Milán)                                                   | Zlatá medaile                    | Soupiska                         | Johnny Walker                                               |                                  |                                  |                                  |                                  |                                  |                                  |                                  |                                  |                                  |
| MS – 1935 | Švýcarsko (Davos)                                                | Zlatá medaile                    | Soupiska                         | Scotty Oliver                                               |                                  |                                  |                                  |                                  |                                  |                                  |                                  |                                  |                                  |
| MS – 1937 | Velká Británie (Londýn)                                          | Zlatá medaile                    | Soupiska                         | John Achtzener                                              |                                  |                                  |                                  |                                  |                                  |                                  |                                  |                                  |                                  |
| MS – 1938 | ČSR (Praha)                                                      | Zlatá medaile                    | Soupiska                         | Max Silverman                                               |                                  |                                  |                                  |                                  |                                  |                                  |                                  |                                  |                                  |
| MS – 1939 | Švýcarsko (Basilej, Curych)                                      | Zlatá medaile                    | Soupiska                         | Elmer Piper                                                 |                                  |                                  |                                  |                                  |                                  |                                  |                                  |                                  |                                  |
| MS – 1947 | ČSR (Praha)                                                      | Ne                               |                                  |                                                             |                                  |                                  |                                  |                                  |                                  |                                  |                                  |                                  |                                  |
| MS – 1949 | Švédsko (Stockholm)                                              | Stříbrná medaile                 | Soupiska                         | Max Silverman                                               |                                  |                                  |                                  |                                  |                                  |                                  |                                  |                                  |                                  |
| MS – 1950 | Velká Británie (Londýn)                                          | Zlatá medaile                    | Soupiska                         | Jimmy Grahams                                               |                                  |                                  |                                  |                                  |                                  |                                  |                                  |                                  |                                  |
| MS – 1951 | Francie (Paříž)                                                  | Zlatá medaile                    | Soupiska                         | Dick Gray                                                   |                                  |                                  |                                  |                                  |                                  |                                  |                                  |                                  |                                  |
| MS – 1953 | Švýcarsko (Basilej, Curych)                                      | Ne                               |                                  |                                                             |                                  |                                  |                                  |                                  |                                  |                                  |                                  |                                  |                                  |
| MS – 1954 | Švédsko (Stockholm)                                              | Stříbrná medaile                 | Soupiska                         | Gregory Currie                                              |                                  |                                  |                                  |                                  |                                  |                                  |                                  |                                  |                                  |
| MS – 1955 | NSR (Krefeld, Düsseldorf, Dortmund, Köln)                        | Zlatá medaile                    | Soupiska                         | Grant Warwick                                               |                                  |                                  |                                  |                                  |                                  |                                  |                                  |                                  |                                  |
| MS – 1957 | SSSR (Moskva)                                                    | Ne                               |                                  |                                                             |                                  |                                  |                                  |                                  |                                  |                                  |                                  |                                  |                                  |
| MS – 1958 | Norsko (Oslo)                                                    | Zlatá medaile                    | Soupiska                         | Sidney Smith                                                |                                  |                                  |                                  |                                  |                                  |                                  |                                  |                                  |                                  |
| MS – 1959 | Československo (Bratislava, Ostrava, Brno, Kladno, Kolín, Praha) | Zlatá medaile                    | Soupiska                         | Ike Hildebrand                                              |                                  |                                  |                                  |                                  |                                  |                                  |                                  |                                  |                                  |
| MS – 1961 | Švýcarsko (Ženeva, Lausanne)                                     | Zlatá medaile                    | Soupiska                         | Robert Kromm                                                |                                  |                                  |                                  |                                  |                                  |                                  |                                  |                                  |                                  |
| MS – 1962 | USA (Colorado Springs, Denver)                                   | Stříbrná medaile                 | Soupiska                         | Lloyd Roubell                                               |                                  |                                  |                                  |                                  |                                  |                                  |                                  |                                  |                                  |
| MS – 1963 | Švédsko (Stockholm)                                              | 4. místo                         | Soupiska                         | Robert Kromm                                                |                                  |                                  |                                  |                                  |                                  |                                  |                                  |                                  |                                  |
| MS – 1965 | Finsko (Tampere, Pori)                                           | 4. místo                         | Soupiska                         | Gordon Simpson, páter David Bauer                           |                                  |                                  |                                  |                                  |                                  |                                  |                                  |                                  |                                  |
| MS – 1966 | Jugoslávie (Lublaň)                                              | Bronzová medaile                 | Soupiska                         | páter David Bauer                                           |                                  |                                  |                                  |                                  |                                  |                                  |                                  |                                  |                                  |
| MS – 1967 | Rakousko (Vídeň)                                                 | Bronzová medaile                 | Soupiska                         | Jackie McLeod                                               |                                  |                                  |                                  |                                  |                                  |                                  |                                  |                                  |                                  |
| MS – 1969 | Švédsko (Stockholm)                                              | 4. místo                         | Soupiska                         | Jackie McLeod                                               |                                  |                                  |                                  |                                  |                                  |                                  |                                  |                                  |                                  |
| MS – 1970 | Švédsko (Stockholm)                                              | Ne                               |                                  |                                                             |                                  |                                  |                                  |                                  |                                  |                                  |                                  |                                  |                                  |
| MS – 1971 | Švýcarsko (Bern, Ženeva)                                         | Ne                               |                                  |                                                             |                                  |                                  |                                  |                                  |                                  |                                  |                                  |                                  |                                  |
| MS – 1972 | ČSSR (Praha)                                                     | Ne                               |                                  |                                                             |                                  |                                  |                                  |                                  |                                  |                                  |                                  |                                  |                                  |
| MS – 1973 | SSSR (Moskva)                                                    | Ne                               |                                  |                                                             |                                  |                                  |                                  |                                  |                                  |                                  |                                  |                                  |                                  |
| MS – 1974 | Finsko (Helsinky)                                                | Ne                               |                                  |                                                             |                                  |                                  |                                  |                                  |                                  |                                  |                                  |                                  |                                  |
| MS – 1975 | NSR (Mnichov, Düsseldorf)                                        | Ne                               |                                  |                                                             |                                  |                                  |                                  |                                  |                                  |                                  |                                  |                                  |                                  |
| MS – 1976 | Polsko (Katovice)                                                | Ne                               |                                  |                                                             |                                  |                                  |                                  |                                  |                                  |                                  |                                  |                                  |                                  |
| MS – 1977 | Rakousko (Vídeň)                                                 | 4. místo                         | Soupiska                         | John Wilson                                                 |                                  |                                  |                                  |                                  |                                  |                                  |                                  |                                  |                                  |
| MS – 1978 | ČSSR (Praha)                                                     | Bronzová medaile                 | Soupiska                         | Harry Howell, Marshall Johnston                             |                                  |                                  |                                  |                                  |                                  |                                  |                                  |                                  |                                  |
| MS – 1979 | SSSR (Moskva)                                                    | 4. místo                         | Soupiska                         | Marshall Johnstone, Andre Budrias                           |                                  |                                  |                                  |                                  |                                  |                                  |                                  |                                  |                                  |
| MS – 1981 | Švédsko (Stockholm, Göteborg)                                    | 4. místo                         | Soupiska                         | Don Cherry                                                  |                                  |                                  |                                  |                                  |                                  |                                  |                                  |                                  |                                  |
| MS – 1982 | Finsko (Tampere, Helsinky)                                       | Bronzová medaile                 | Soupiska                         | Marshall Johnston                                           |                                  |                                  |                                  |                                  |                                  |                                  |                                  |                                  |                                  |
| MS – 1983 | NSR (Düsseldorf, Dortmund, Mnichov)                              | Bronzová medaile                 | Soupiska                         | Dave King                                                   |                                  |                                  |                                  |                                  |                                  |                                  |                                  |                                  |                                  |
| MS – 1985 | ČSSR (Praha)                                                     | Stříbrná medaile                 | Soupiska                         | Doug Carpenter, Ron Smith                                   |                                  |                                  |                                  |                                  |                                  |                                  |                                  |                                  |                                  |
| MS – 1986 | SSSR (Moskva)                                                    | Bronzová medaile                 | Soupiska                         | Pat Quinn, Mike Merfy                                       |                                  |                                  |                                  |                                  |                                  |                                  |                                  |                                  |                                  |
| MS – 1987 | Rakousko (Vídeň)                                                 | 4. místo                         | Soupiska                         | Dave King                                                   |                                  |                                  |                                  |                                  |                                  |                                  |                                  |                                  |                                  |
| MS – 1989 | Švédsko (Stockholm)                                              | Stříbrná medaile                 | Soupiska                         | Dave King                                                   |                                  |                                  |                                  |                                  |                                  |                                  |                                  |                                  |                                  |
| MS – 1990 | Švýcarsko (Bonn, Fribourg)                                       | 4. místo                         | Soupiska                         | Dave King, Brian Murray                                     |                                  |                                  |                                  |                                  |                                  |                                  |                                  |                                  |                                  |
| MS – 1991 | Finsko (Turku, Tampere, Helsinky)                                | Stříbrná medaile                 | Soupiska                         | Dave King                                                   |                                  |                                  |                                  |                                  |                                  |                                  |                                  |                                  |                                  |
| MS – 1992 | ČSFR (Praha, Bratislava)                                         | 8. místo                         | Soupiska                         | Dave King                                                   |                                  |                                  |                                  |                                  |                                  |                                  |                                  |                                  |                                  |
| MS – 1993 | SRN (Dortmund, Mnichov)                                          | 4. místo                         | Soupiska                         | Mike Keenan                                                 |                                  |                                  |                                  |                                  |                                  |                                  |                                  |                                  |                                  |
| MS – 1994 | Itálie (Canezei, Bolzano, Milán)                                 | Zlatá medaile                    | Soupiska                         | George Kingston                                             |                                  |                                  |                                  |                                  |                                  |                                  |                                  |                                  |                                  |
| MS – 1995 | Švédsko (Stockholm)                                              | Bronzová medaile                 | Soupiska                         | Tom Renney                                                  |                                  |                                  |                                  |                                  |                                  |                                  |                                  |                                  |                                  |
| MS – 1996 | Rakousko (Vídeň)                                                 | Stříbrná medaile                 | Soupiska                         | Tom Renney                                                  |                                  |                                  |                                  |                                  |                                  |                                  |                                  |                                  |                                  |
| MS – 1997 | Finsko (Helsinky, Turku, Tampere)                                | Zlatá medaile                    | Soupiska                         | Andy Murray, Mike Johnston                                  |                                  |                                  |                                  |                                  |                                  |                                  |                                  |                                  |                                  |
| MS – 1998 | Švýcarsko (Curych, Basilej)                                      | 6. místo                         |                                  | Andy Murray                                                 |                                  |                                  |                                  |                                  |                                  |                                  |                                  |                                  |                                  |
| MS – 1999 | Norsko (Hamar, Lillehammer, Oslo)                                | 4. místo                         | Soupiska                         | Mike Johnston, Willie Desjardins                            |                                  |                                  |                                  |                                  |                                  |                                  |                                  |                                  |                                  |
| MS – 2000 | Rusko (Petrohrad)                                                | 4. místo                         | Soupiska                         | Tom Renney, Butch Goring                                    |                                  |                                  |                                  |                                  |                                  |                                  |                                  |                                  |                                  |
| MS – 2001 | Německo (Norimberk, Kolín nad Rýnem, Hannover)                   | 5. místo                         | Soupiska                         | Wayne Fleming, Guy Carbonneau                               |                                  |                                  |                                  |                                  |                                  |                                  |                                  |                                  |                                  |
| MS – 2002 | Švédsko (Göteborg, Jönköping, Karlstad)                          | 6. místo                         | Soupiska                         | Wayne Fleming, Ken Hitchcock                                |                                  |                                  |                                  |                                  |                                  |                                  |                                  |                                  |                                  |
| MS – 2003 | Finsko (Helsinky)                                                | Zlatá medaile                    | Soupiska                         | Andy Murray, Robert Cookson                                 |                                  |                                  |                                  |                                  |                                  |                                  |                                  |                                  |                                  |
| MS – 2004 | Česko (Praha, Ostrava)                                           | Zlatá medaile                    | Soupiska                         | Michael Babcock, Thomas Renney, Todd Woodcroft              |                                  |                                  |                                  |                                  |                                  |                                  |                                  |                                  |                                  |
| MS – 2005 | Rakousko (Vídeň, Innsbruck)                                      | Stříbrná medaile                 | Soupiska                         | Mark Habscheid, Tom Renney, Craig MacTavish                 |                                  |                                  |                                  |                                  |                                  |                                  |                                  |                                  |                                  |
| MS – 2006 | Lotyšsko (Riga)                                                  | 4. místo                         | Soupiska                         | Marc Habscheid, Trent Yawney, Claude Julien                 |                                  |                                  |                                  |                                  |                                  |                                  |                                  |                                  |                                  |
| MS – 2007 | Rusko (Moskva, Petrohrad)                                        | Zlatá medaile                    | Soupiska                         | Andy Murray, Michael Johnston, Gerard Gallant               |                                  |                                  |                                  |                                  |                                  |                                  |                                  |                                  |                                  |
| MS – 2008 | Kanada (Québec, Halifax)                                         | Stříbrná medaile                 | Soupiska                         | Ken Hitchcock, Pat Burns                                    |                                  |                                  |                                  |                                  |                                  |                                  |                                  |                                  |                                  |
| MS – 2009 | Švýcarsko (Bern, Kloten)                                         | Stříbrná medaile                 | Soupiska                         | Lindy Ruff, Barry Trotz, Dave Tippett                       |                                  |                                  |                                  |                                  |                                  |                                  |                                  |                                  |                                  |
| MS – 2010 | Německo (Kolín nad Rýnem a Mannheim)                             | 7. místo                         | Soupiska                         | Craig MacTavish                                             |                                  |                                  |                                  |                                  |                                  |                                  |                                  |                                  |                                  |
| MS – 2011 | Slovensko                                                        | 5. místo                         | Soupiska                         | Ken Hitchcock, Scott Arniel                                 |                                  |                                  |                                  |                                  |                                  |                                  |                                  |                                  |                                  |
| MS – 2012 | Finsko a Švédsko                                                 | 5. místo                         | Soupiska                         | Brent Sutter                                                |                                  |                                  |                                  |                                  |                                  |                                  |                                  |                                  |                                  |
| MS – 2013 | Finsko a Švédsko                                                 | 5. místo                         | Soupiska                         | Lindy Ruff                                                  |                                  |                                  |                                  |                                  |                                  |                                  |                                  |                                  |                                  |
| MS – 2014 | Bělorusko (Minsk)                                                | 5. místo                         | Soupiska                         | Dave Tippett                                                |                                  |                                  |                                  |                                  |                                  |                                  |                                  |                                  |                                  |
| MS – 2015 | Česko (Praha, Ostrava)                                           | Zlatá medaile                    | Soupiska                         | Todd McLellan, Peter DeBoer, Bill Peters                    |                                  |                                  |                                  |                                  |                                  |                                  |                                  |                                  |                                  |
| MS – 2016 | Rusko (Moskva, Petrohrad)                                        | Zlatá medaile                    | Soupiska                         | Bill Peters                                                 |                                  |                                  |                                  |                                  |                                  |                                  |                                  |                                  |                                  |
| MS – 2017 | Německo (Kolín nad Rýnem) a Francie (Paříž)                      | Stříbrná medaile                 | Soupiska                         | Bill Peters, Dave Cameron, Mike Yeo, George McPhee          |                                  |                                  |                                  |                                  |                                  |                                  |                                  |                                  |                                  |
| MS – 2018 | Dánsko (Kodaň, Herning)                                          | 4. místo                         | Soupiska                         | Bill Peters, Robert Boughner, Mike Yeo                      |                                  |                                  |                                  |                                  |                                  |                                  |                                  |                                  |                                  |
| MS – 2019 | Slovensko (Bratislava, Košice)                                   | Stříbrná medaile                 | Soupiska                         | Alain Vigneault, Kirk Muller, Lindy Ruff                    |                                  |                                  |                                  |                                  |                                  |                                  |                                  |                                  |                                  |
| MS – 2020 | Švýcarsko (Curych, Lausanne)                                     | Zrušeno kvůli pandemii covidu-19 | Zrušeno kvůli pandemii covidu-19 | Zrušeno kvůli pandemii covidu-19                            | Zrušeno kvůli pandemii covidu-19 | Zrušeno kvůli pandemii covidu-19 | Zrušeno kvůli pandemii covidu-19 | Zrušeno kvůli pandemii covidu-19 | Zrušeno kvůli pandemii covidu-19 | Zrušeno kvůli pandemii covidu-19 | Zrušeno kvůli pandemii covidu-19 | Zrušeno kvůli pandemii covidu-19 | Zrušeno kvůli pandemii covidu-19 |
| MS – 2021 | Lotyšsko (Riga)                                                  | Zlatá medaile                    | Soupiska                         | Gerard Gallant, Michael Dyck, Michael Kelly, Andre Tourigny |                                  |                                  |                                  |                                  |                                  |                                  |                                  |                                  |                                  |
| MS – 2022 | Finsko (Helsinky a Tampere)                                      | Stříbrná medaile                 | Soupiska                         | Claude Julien                                               |                                  |                                  |                                  |                                  |                                  |                                  |                                  |                                  |                                  |
| MS – 2023 | Lotyšsko a Finsko (Riga, Tampere)                                | Zlatá medaile                    | Soupiska                         | André Tourigny                                              |                                  |                                  |                                  |                                  |                                  |                                  |                                  |                                  |                                  |
| MS – 2024 | (Praha, Ostrava)                                                 | 4. místo                         | Soupiska                         | André Tourigny                                              |                                  |                                  |                                  |                                  |                                  |                                  |                                  |                                  |                                  |
| MS – 2025 | Švédsko a Dánsko (Stockholm, Herning)                            | 5. místo                         | Soupiska                         | Dean Evason                                                 |                                  |                                  |                                  |                                  |                                  |                                  |                                  |                                  |                                  |

## Kanadský pohár
| Rok       | Místa turnaje                                                                        | Umístění         |
| --------- | ------------------------------------------------------------------------------------ | ---------------- |
| KP – 1976 | Montreal, Toronto, Philadelphia, Winnipeg, Ottawa, Quebec                            | Zlatá medaile    |
| KP – 1981 | Montreal, Winnipeg, Ottawa, Edmonton                                                 | Stříbrná medaile |
| KP – 1984 | Halifax, Montreal, Calgary, London, Edmonton, Vancouver, Buffalo                     | Zlatá medaile    |
| KP – 1987 | Calgary, Hamilton, Ottawa, Halifax, Montreal, Sydney                                 | Zlatá medaile    |
| KP – 1991 | Toronto, Hamilton, Montreal, Ottawa, Quebec, Saskatoon, Chicago, Detroit, Pittsburgh | Zlatá medaile    |

## Světový pohár
| Rok       | Místa turnaje                                                                                           | Umístění         |
| --------- | --- | ---------------- |
| SP – 1996 | Stockholm, Helsinky, Praha, Garmisch-Partenkirchen, Ottawa, Philadelphia, Montreal, Vancouver, New York | Stříbrná medaile |
| SP – 2004 | Helsinky, Stockholm, Montreal, Kolín nad Rýnem, Saint Paul, Praha, Toronto                              | Zlatá medaile    |
| SP – 2016 | Columbus, Ottawa, Pittsburgh, Toronto                                                                   | Zlatá medaile    |

## Galerie dresů reprezentace
| ZOH 1988 | MS 1990 | ZOH 1992 | ZOH 1994 | ZOH 1998 | MS 1998 |
|          |         |          |          |          |         |

| MS 1999–2001 | MS 2014-2016 | MS 2017 | ZOH 2018 | MS 2018 |
|              |              |         |          |         |

| MS 2021 | ZOH 2022 | MS 2022 | SP 2016 | MS 2023 |
|         |          |         |         |         |